# オクサナ・ポトディコワ
オクサナ・ポトディコワ（ロシア語: Оксана Потдыкова, ラテン文字転写: Oksana Potdykova, 1979年1月20日 - ）は、ロシアモスクワ出身の女性フィギュアスケートアイスダンス選手で現在はフィギュアスケートコーチ兼振付師。1997年世界ジュニア選手権2位。パートナーはデニス・ペチュホフ。

## 経歴
デニス・ペチュホフとカップルを結成し、1996-1997年シーズンの世界ジュニア選手権に初出場し、2位となる。翌1997-1998年シーズンからは創設されたばかりのISUジュニアグランプリ（当時の名称はISUジュニアシリーズ）に参戦。JGPブラオエン・シュベルター杯で優勝し、JGPファイナルでは2位となる。2度目の出場となった世界ジュニア選手権では3位となった。
1998-1999年シーズンからはシニアクラスに転向し、ゴールデンスピンでは優勝を飾る。翌1999-2000年シーズンにはISUグランプリシリーズにも参戦し、ロシア選手権では3位となり、2000年欧州選手権に出場するまでになったが、シーズン終了後にデニス・ペチュホフとのカップルを解散し、のちに引退。引退後はフィギュアスケートコーチ兼振付師として活動を始めた。

## 主な戦績
| 大会/年                       | 1996-97 | 1997-98 | 1998-99 | 1999-00 |
| ----------------------------- | ------- | ------- | ------- | ------- |
| 欧州選手権                    |         |         |         | 12      |
| ロシア選手権                  |         |         | 7       | 3       |
| GPロシア杯                    |         |         |         | 7       |
| ユニバーシアード              |         |         | 4       |         |
| フィンランディア杯            |         |         | 2       | 3       |
| ゴールデンスピン              |         |         | 1       |         |
| 世界Jr.選手権                 | 2       | 3       |         |         |
| JGPファイナル                 |         | 2       |         |         |
| JGPハンガリー                 |         | 3       |         |         |
| JGPブラオエン・シュベルター杯 |         | 1       |         |         |